# Čelbas
Il Čelbas  (in russo Челбас?) è un fiume della Russia europea meridionale. Scorre nei rajon Kavkazskij, Tichoreckij, Pavlovskij, Leningradskij e Kanevskij del Territorio di Krasnodar.
Il fiume scorre nella zona della steppa in direzione prevalentemente nord-occidentale, attraversando numerosi villaggi, tra cui: Krylovskaja e Kanevskaja. Sfocia nella palude Bol'šie Čelbassi che è collegata attraverso diversi liman al liman Bejsugskij dove sfocia il Bejsug e quindi al mar d'Azov. La lunghezza del fiume è di 288 km. L'area del bacino idrografico è di 3950 km².